# 东北军

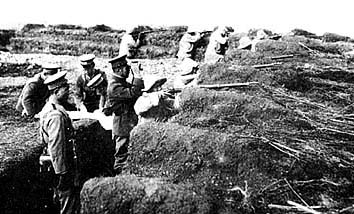
中東路事件時的东北军

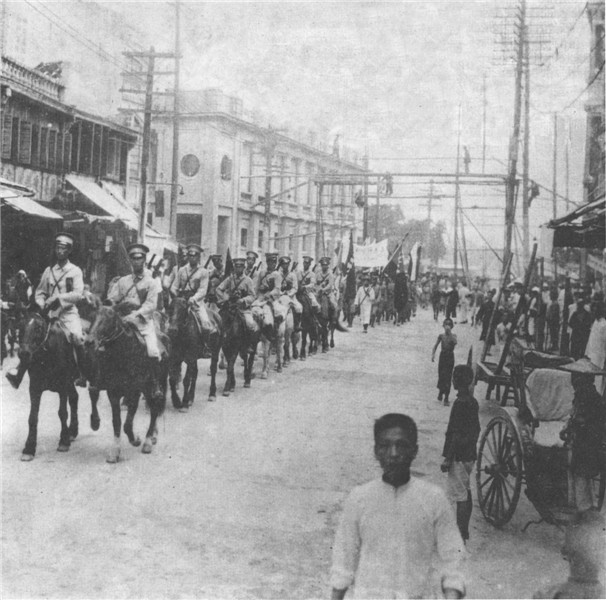
在哈爾濱行軍的东北军

東北軍原为民國初年中國東北的奉系军阀武装，是当时中国唯一海、陆、空编制齐备的军队。東北易帜之后，编为國民革命軍东北边防军，纳入南京國民政府轄下國軍序列，拥有兵力约三十万。

## 发展历程

### 军阀时期
前身为奉系军阀张作霖所统率的军队，称为奉军。辛亥革命之后由東北地區的保安部队和新军组成。1920年协助直系军阀击败皖系段祺瑞，势力扩张到山海关关内。1922年与直系冲突，爆发第一次直奉战争，结果兵败被迫退回关外。1924年再次爆发直奉战争，直系内部冯玉祥在跟奉系谈判之后倒戈发动北京政变，直系军阀曹锟和吴佩孚失败，奉军重新控制大部分关内地区，远达上海。1925年秋吴佩孚发动反奉战争，冯玉祥也策动奉军郭松龄反叛，最終奉军击败冯玉祥，郭松龄被殺。1926年春，张作霖入主北京，并与直军妥协停战。
1927年张作霖自命中华民国陆海军大元帅，摄行大总统职责。1928年，奉军被蒋介石、李宗仁、冯玉祥、阎锡山的北伐军联军打败，退回南滿。因一直未回应日军对南滿的种种经济和政治上的诉求，张作霖乘火车，被日本关东军行刺，炸成重伤，当日送回奉天官邸后即死去，是為皇姑屯事件。其子张学良趕回東北继任，隨即歸順國民政府，史稱東北易幟。

### 东北边防军
1929年，奉军被蒋介石改编为國民革命軍东北边防军，简称“东北军”，约30万人，由张学良统辖。1930年爆发中原大战，东北军支持蒋介石，主力再次入关，控制京津地区，并收编冯玉祥军宋哲元部。原奉军的方面军团、军、师等大编制取消，步兵统编为27个国防旅（三团制）、3个省防旅又若干个团；骑兵编为6个国防旅（二至三团）、一个省防旅和若干骑兵团；炮兵整编为十个团，分属于三个炮兵旅；工兵整编为八营。
1929年“防俄”战役，东北军编成两个军，仍然军-旅编制：
- “防俄”第一军军长王树常，指挥步兵第四、第十二、第十九三个旅，炮兵第二团(团长黄永安)。
- “防俄”第二军军长胡毓坤，指挥步兵第五、第十四、第二十四三个旅，炮兵第五团(团长张福山)。

1930年中原大战后期，东北军为蒋介石助战，张学良派10个精锐国防旅约10万余，编为第1、2军，于学忠、王树常分任军长。后又从东北调6个精锐旅增援，扩编成第1集团军、第2集团军，仍由于、王任集团军司令。于学忠、王树常成为国民革命军上将。
- 司令官 张学良
- 参谋长 戢翼翹
- 第一集团军总指挥 于学忠 北洋武卫左军（即毅军）速成随营学堂
  - 独立十一旅 旅长董英斌
  - 独立十三旅 旅长李振唐
  - 独立十四旅 旅长陈贯群
  - 独立十八旅 旅长杜继武
  - 独立二十九旅 旅长王永胜
  - 独立三十旅 旅长于兆麟
  - 骑兵第六旅 旅长白凤翔
  - 炮兵第七旅 旅长乔方
- 第二集团军总指挥 王树常
  - 独立第八旅 旅长丁喜春
  - 独立十五旅 旅长姚东藩
  - 独立二十旅 旅长常经武
  - 独立二十四旅 旅长黄师岳
  - 骑兵第五旅 旅长李福和
- 骑兵集团军司令 富占魁
  - 骑兵第四旅旅长 郭希鵬
  - 骑兵第五旅旅长 富占魁兼

1931年5月，张学良根据国民政府陆军编制将东北军改编，取消军和师的编制，以旅为平时最大编制，部队分为国防军和省防军。国防军每旅辖3个步兵团，及炮兵、骑兵、通讯兵各1个连；省防军辖2个团。共有国防军步兵25个独立旅另一师（3个旅），骑兵6个独立旅另一师（相当旅），炮兵3个独立旅；省防军步兵3个旅，骑兵2个旅。另有空军5个航空队、飞机260架；海军2个海防舰队、1个江防舰队，共有大小舰船20多艘，总吨位约3.22万吨，海军陆战队3个大队，总兵力约30万人（一说26万人）。
- 东北边防军司令长官公署 驻沈阳
  - 司令长官 张学良
  - 副司令长官张作相驻永吉
  - 副司令长官万福麟驻龙江
- 国防军独立步兵旅
  - 独立第七旅旅长 王以哲
  - 独立第八旅旅长 丁喜春
  - 独立第九旅旅长 何柱国
  - 独立第十旅旅长 劉翼飛
  - 独立第十一旅（调关内）旅长 董英斌
  - 独立第十二旅旅长 张廷枢
  - 独立第十三旅（调关内）旅长 李振唐
  - 独立第十四旅（调关内）旅长 陈贯群
  - 独立第十五旅（调关内）旅长 姚东藩
  - 独立第十六旅（调关内）旅长 缪澄流
  - 独立第十七旅（调关内）旅长 黄师岳
  - 独立第十八旅（调关内）旅长 杜继武
  - 独立第十九旅（调关内）旅长 孫德荃
  - 独立第二十旅（调关内）旅长 常经武
  - 独立第二十一旅旅长 赵芷香
  - 独立第二十二旅旅长 苏德臣
  - 独立第二十三旅旅长 李桂林
  - 独立第二十四旅旅长 李杜
  - 独立第二十五旅（调关内）旅长 张作舟
  - 独立第二十六旅旅长 邢占清
  - 独立第二十七旅旅长 吉兴
  - 独立第二十八旅旅长 丁超
  - 独立第二十九旅（调关内）旅长 王永盛，万福麟内兄。
  - 独立第三十旅（调关内）旅长 于兆麟
  - 独立第三十一旅旅长 富春
  - 第三十六师师长 汤玉麟兼
    - 第一〇六旅旅长 张从云
    - 第一〇七旅旅长 董福亭
    - 第一〇八旅旅长 刘延春
- 国防军独立骑兵旅
  - 独立骑兵第三旅旅长 张树森
  - 独立骑兵第四旅旅长 郭希鵬
  - 独立骑兵第五旅（调关内）旅长 李福和
  - 独立骑兵第六旅（调关内）旅长 白凤翔
  - 独立骑兵第七旅旅长 常尧臣
  - 独立骑兵第八旅旅长 程志遠
  - 陆军骑兵第一师师长 张诚德
- 国防军独立炮兵旅
  - 独立炮兵第六旅（调关内）旅长 王和华，1904年生，天津人，毕业于日本陆军士官学校。后旅长黄永安，西安事变叛出。
  - 独立炮兵第七旅（调关内）旅长 乔方
  - 独立炮兵第八旅旅长 劉翰東
- 省防军
  - 黑龙江陆军第一旅（驻扎兰屯）旅长 张殿九
  - 黑龙江陆军第二旅（驻海拉尔）旅长 苏炳文
  - 黑龙江陆军第三旅（驻黑河）旅长 马占山
  - 热河骑兵第九旅（驻开鲁）旅长 崔興武
  - 热河骑兵第十旅（驻赤峰）旅长 石文华，毅军出身，汤玉麟部将。
- 宪兵东北宪兵司令部 驻沈阳
  - 司令 陈兴亚
  - 副司令邵文凯（驻北平）
  - 副司令李润（驻山西）
- 海军
  - 东北海军司令部司令 张学良（兼）
  - 副司令沈鴻烈（驻青岛）
  - 东北海军第一舰队队长凌霄
  - 东北海军第二舰队队长 袁方乔，1891年生，山东人，毕业于烟台海军学堂。
  - 江防舰队队长 谢刚哲，1885年生，四川人，先后毕业于日本东京商船学校、横须贺海军枪炮鱼雷学校。
- 空军东北航空司令部
  - 司令 张学良（兼）
  - 副司令张焕相（代）
  - 副司令徐世英（驻沈阳）
- 镇守使
  - 东边镇守使（驻山城镇）于芷山
  - 洮辽镇守使（驻洮南）张海鹏
  - 滨江镇守使（驻哈尔滨）丁超（兼）
  - 延吉镇守使（驻延吉）吉兴（兼）
  - 绥宁镇守使（驻宁安）赵芷香（兼）
  - 吉长镇守使（驻长春）李桂林（兼）
  - 依兰镇守使（驻依兰）李杜（兼）
  - 哈满警备司令（驻扎兰屯）张殿九（兼）
  - 呼伦贝尔警备司令（驻海拉尔）苏炳文（兼）
  - 临绥驻军司令部（驻山海关）司令于学忠
  - 潶河警备司令：马占山兼

### 九一八事变后国共内战时期
九一八事变前，国防旅改为独立旅，另有省防军、屯垦军等若干地方军。
1931年九一八事变爆发，张学良的东北军因石友三叛乱，主力大部分在关内，沈阳、长春等地相继沦陷。十月中下旬开始，日军开始进攻黑龙江。据国史馆解密档案，张学良的微丑电文令马占山“力图自卫，设法抵御”。东北军黑龙江驻军在江桥抗战中组织反抗日本侵略军。
1933年2月，根据國民革命軍的编制序列，东北军整编，取消原国防军、省防军的编制，统一改编为国民革命军番号。编成4个军，同时将旅恢复成师，番号是旅号加100，变为师号。如王以哲独7旅变为107师，但其所辖部队基本不变。
- 第五十一军：于学忠带过来的直军，加一部奉军。军长于学忠 第111师师长：董英斌 第113师师长：李振唐 第114师师长：陳貫群 第115师师长：熊正平
- 第五十三军：吴俊陞一脉为主。军长万福麟 第118师师长：杜继武 第119师师长：孙德荃 第129师师长：周福成 第130师师长：朱鸿勋
- 第五十七军：张作相一脉为主。军长何柱国 第108师师长：张文清 第109师师长：贺奎 第112师师长：张廷枢 第116师师长：缪澄流
- 第六十七军：原为张学良的第3、4方面军团为主。军长王以哲 第107师师长：刘翰东 第110师师长：张政钫 第117师师长：翁照垣 第120师师长：赵毅
- 直辖第105师师长：姚东藩
- 直属第106师师长：沈克

1933年初发生热河抗战。随后发生长城抗战。张学良下野出洋，南京国民政府派出何应钦成立国民政府军事委员会北平分会（北平军分会），接管华北的军政权力。
1934年3月，张学良就任鄂豫皖剿匪总司令部副总司令，驻武昌；部分东北军南下围剿鄂豫皖红二十五军。1935年上半年，东北军的编制及驻地如下：
- 五十一军军长于学忠兼河北省政府主席，驻天津。
  - 113师，师长李振唐，驻天津；
  - 114师，师长陳貫群，驻保定；
  - 118师，师长杜继武，驻杨村、芦台、杨柳青一带。入陕途中，周光烈升任师长。
- 五十三军军长万福麟，驻北平附近。
  - 116师，师长缪澂流；
  - 119师，师长孙德荃；
  - 129师，师长周福成；
  - 130师，师长朱鸿勋，驻北平、易县一带。
- 五十七军军长何柱国。均驻豫鄂皖边区。
  - 109师，师长牛元峰；
  - 111师，师长董英斌；
  - 115师，师长熊正平；
  - 120师，师长常经武。
- 六十三军军长馮占海，驻河北高邑。仅辖1个师：
  - 91师，师长馮占海
    - 271旅，旅长宫长海/王锡山
    - 272旅，旅长姚秉干/赵文质
    - 273旅，旅长赵维斌
    - 补充旅，旅长王锡山
- 六十七军军长王以哲。均驻豫鄂皖边区。
  - 107师，师长刘翰东；
  - 117师 师长吴克仁；
  - 110师，师长何立中；
  - 108师，师长江维仁。
- 东北军总部直辖：
- 105师，师长刘多荃。辖三个旅，每旅均辖三个团，驻豫鄂皖边区。
  - 第一旅旅长高鹏云，
  - 第二旅旅长唐君尧，
  - 第三旅旅长霍守义。
  - 骑兵团，团长徐长熙
- 106师，师长沈克，驻豫鄂皖边区。
- 112师，师长张廷枢，驻信阳一带。
- 骑兵第1师，师长张诚德，辖二个团，驻察哈尔张北。
- 骑兵第2师，师长黄显声，辖二个团，驻河北梁各庄。
- 骑兵第3师，师长王奇峰，辖三个团，驻河北。
- 骑兵第4师，师长郭希鹏，辖三个团，驻河北大名。
- 骑兵第5师，师长李福和，辖二个团，驻河南南阳。李福和(1879—1938），河北省丰宁县人。土匪出身。1933年3月该骑兵师参加长城抗战，布置在喜峰口至罗文峪防线的左翼，不战而退，致使友邻二十九军暂二师刘汝明部侧背遭受威胁。1933年12月，该师奉命移防河南省驻马店。后该部并入骑兵第六师，李福和改任骑兵第六师副师长。
- 骑兵第6师，师长白凤翔，辖二个团，驻罗山。
- 暂编骑兵第10师，师长檀自新，辖三个团，驻河南新蔡。
- 炮兵第6旅，旅长王和华。
- 炮兵第7旅，旅长乔方均，驻北平。
- 炮兵第8旅，旅长黄永安，驻洛阳。
- 独立炮兵第10团，团长刘佩韦，驻豫鄂皖边区。
- 工兵团，团长杜维纲，驻豫鄂皖边区。
- 辎重总队，队长唐述吉，驻豫鄂皖边区。
- 铁甲车司令曹曜章，驻河北。
- 通信大队，大队长何士礼，驻武昌。
- 卫队营，营长周文章，后改任孙铭九，驻武昌。

1935年夏，张学良任西北剿总副总司令（总司令是蒋介石），16万东北军主力被蒋介石调至陕甘一带围剿红军，经历劳山、榆林桥、直罗镇三次战役，损失近三个师。官兵久厌内战，张学良秘密至上海会见杜重远、李杜等人士，中共秘密党员刘鼎赴张学良处工作。1936年12月12日，张学良和西北军将领杨虎城发动西安事变，迫使蔣介石與中國共產黨合作抗日。

### 东北军骑兵军
1935年7月30日于汉口五十七军办事处何柱国《关于各部骑兵改编经过致蒋介石等代电》：遵委员长行营行整一字第一七四号命令，将原东北骑兵第一至第六师、第百零五师骑兵团、暂编第十师及原中央骑兵第一、第十一、第十三各旅改编为五个新制骑兵师，计骑兵第三师、第四师、第六师、第七师、第十师。师属特务连、骑炮连、轻高射炮队、装甲汽车队、工兵连、通信连。除骑炮连及轻高射炮队缓编外，装甲汽车队暂编三分之一。团属骑兵四个连、机关枪连、随伴炮队、通信排。
1935年8月底，由东北军骑兵6个师（骑兵第1至第6师）与中央军骑兵3个旅（骑兵第1、第11、第13旅）改编组建“东北军骑兵军”。成骑兵第三、第四、第六、第七、第十师。以上东北、中央骑兵番号皆取消整编情况下:
- 军长何柱国
- 副军长兼参谋长黄显声(原骑兵第2师师长)
- 参谋长后改任安古琴
  - 参谋处长孟绍周
  - 副官处长高正清
  - 军需处长张郁斋
  - 军械处长马龙骧
  - 军法处长董天时
  - 军医处长韩凤麟
  - 秘书处长胡聘秋
  - 兽医处长(高某)
  - 炮兵营长刘士玲
  - 通信营长曹鹏
- 骑兵第3师：以原骑兵第1师全部、骑兵第3师一部和第—O五师骑兵团整编而成，以原骑兵第4师师长郭希鹏任师长，原骑兵第1师师长张诚德任副师长。张志恒为参谋长。1937年春，郭希鹏升任骑兵军副军长，骑兵第4师副师长徐梁接任师长。
  - 骑兵第7团：以原第三师选编一团后之余部编。陈大章为团长。
  - 骑兵第8团：百零五师骑兵团及第二师选编一团后之余部。团长徐长熙(后由迟凤五代)
  - 骑兵第9团：骑兵第一师缩编。团长张甲清。
- 骑兵第4师：以原骑兵第3师一部和第4师全部编成，以原骑兵第3师师长王奇峰任师长/郭希鹏，副师长徐梁，刘钟林为参谋长，驻河北大名未动
  - 骑兵第10团：以原第三师选编之一团。团长王照堃率部来西北，
  - 骑兵第11团：团长徐明山
  - 骑兵第12团：团长向瑞林
- 骑兵第6师：原骑兵第2、第5、第6师各一部编成，以第五师师部为基干编为第六师师部。以原骑兵第6师师长白凤翔任师长，原骑兵第5师师长李福和任副师长，参谋长李昶熙/汪瑢。1937年初，白凤翔、李福和调出，刘桂五任师长，王照堃任副师长。  
  - 骑兵第16团：以第二师选编之团。团长董源彰
  - 骑兵第17团：以原第五师所属之两团缩编。团长李崇忠（李干忱）/汪瑢
  - 骑兵第18团：原第六师。团长刘桂五调驻甘肃，围堵红军长征。
- 骑兵第7师：以中央军嫡系骑兵第1旅（旅长章鸿春）、骑兵第11旅（旅长蒋侃如）、骑兵第13旅（旅长刘凤岐）编成。 以原第一旅为基干，新编为第七师师部。调行营高级参谋门炳岳任师长，以原第13旅旅长刘凤岐任副师长，参谋长肖克威。以原第一旅编为第七师所属之第十九团，以胡竞先为团长。以原第一旅编师部之余部编为第二十团，以张植豫为团长。以第十三旅编为第二十一团，以张春芳为团长。1936年11月该师北上援助绥远抗战，归傅作义指挥。
- 骑兵第10师：以暂编骑兵第10师全部和骑兵第2师一部编成。原暂编骑兵第10师师长檀自新为师长，副师长汲绍岚，由原二十二旅旅长李世绩暂代张廼谦为参谋长。原第21、22、23旅缩编为3个团。骑兵第28团团长王宇疆，骑兵第29团团长张星五（张景魁），骑兵第30团团长张庆第。西安事变发生后，1937年2月3日檀在蒲城县叛张投蒋，调至河南。

1937年3月，东北军东调出陕，该军仍驻陕甘，辖骑兵第3、第4、第6师。因骑兵第4师仍驻河北大名县、归驻豫绥靖公署节制，该军军实际只辖骑兵第3、第6师，直属西安行营。   
1937年8月该军改为骑兵第二军，北上参加晋北会战。

### 西安事变后
1937年1月2日，蔣介石離開南京回奉化養傷，處理兄長蔣錫侯喪事。脫險後，認為「內亂癥結仍在共產黨」，決心不准張再回西北，並從行政上取消三位一體，1937年1月5日，以顧祝同、孫蔚如等取代張、楊。

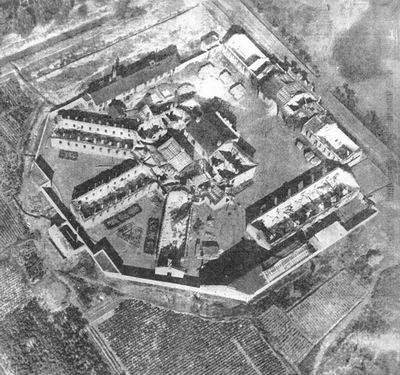
九一八事變中遭炮擊的東北軍北大營

蒋回南京扣留张，激怒西安方面:626。近20万东北军群龙无首，并在主战主和问题上发生严重分歧，最后发展到内部残杀。
1937年2月2日上午，东北军少壮派应德田、苗剑秋、孙鸣九等少數人派衛隊團連長于文俊率部衝入王宅，杀害臥病在床之东北军元老派第六十七軍军长王以哲、西北总部参谋处处长徐方、副处长宋学礼和交通处长蒋斌等人:632。血案发生后，王以哲的至交第一○五师师长刘多荃將于文俊殺害，祭奠王以哲:632。刘多荃将部队开进西安搜捕少壮派军官。未參與「二二」事件之旅长高福源也被刘多荃下令槍殺:632。东北军内部残杀的悲剧愈演愈烈。经过中共代表周恩来多方做工作，避免事态的进一步扩大。
「二二」事件還使東北軍放棄甲案，接受乙案，全體東開，導致三位一體瓦解:633。東北軍接受東調豫皖地區:633。
1937年3月，东北军高级将领接受蒋介石提出的东北军东调的“乙案”。东北军遂东调，分驻豫南、皖北、苏北地区。4月到6月，南京政府对东北军进行整训、缩编。由每军四师的甲种军缩编成每军二师、每师二旅的乙种军编制，仅骑兵第2军保留三个师。
整编后的东北军有6个军，番号如下：
- 国民革命军第四十九军，军长刘多荃，辖第一〇五师（师长高鹏云）和第一〇九师（师长赵毅）
- 国民革命军第五十一军，军长于学忠，辖第一一三师（师长周光烈）和第一一四师（师长牟中珩）
- 国民革命军第五十三军，军长万福麟，辖第一一六师（师长周福成）和第一三〇师（师长朱鸿勋）
- 国民革命军第五十七军，军长缪徵流，辖第一一一师（师长常恩多）和第一一二师（师长霍守义）
- 国民革命军第六十七军，军长吴克仁，辖第一〇七师（师长金奎壁）和第一〇八师（师长张文清）
- 国民革命军骑兵第二军，军长何柱国，辖骑兵第3师（师长徐良）、骑兵第4师（师长王奇峰）和骑兵第6师（师长刘桂五）。

西安事變后离开东北军的第一〇六师（师长沈克）、骑兵第十师（师长檀自新）、炮兵第六旅（旅长黄永安）、炮兵第八旅（旅长乔方）均依附蒋军另立门户。原由东北义勇军编成的冯占海的国民革命军第六十三军番号被撤销，仅保留第九十一师。
八年抗战期间东北军四十九军、五十七军和六十七军参与淞沪战役和南京保卫战，五十一军参加保卫淮河及徐州会战，五十三军则转战冀、豫、鄂、湘。五十三军六九一团团长吕正操编入八路军。著名的东北军将领有于学忠、缪澄流、何柱国、汤玉麟、吴克仁、万福麟、王以哲、崔连山、刘多荃、黄显声等。
另外，马占山还在张学良劝导下，决定再次起义抗日，还受蒋命令组建东北挺进军。抗日战争爆发后，东北军被蒋分割使用于各个战场，也有一部分在战场上倒戈，投奔中国共产党。1949年1月，马占山与傅作义、邓宝珊等人一起接受中国共产党掌控北平的条件。中华人民共和国成立后寓居北京。
1955年，中国人民解放军第一次授衔时原东北军出身的将领有25名被授予将衔，其中上将1人：吕正操；中将1人：万毅；少将23人：解方、陈锐霆、贾陶、沙克、封永顺、赵东寰、于权伸、赵承金、高存信、李觉、徐明、宋学飞、金振钟、张志毅、杨有山、张加洛、罗文、纪亭榭、管松涛、郭维城、王振乾、江潮、张学思（张学良胞弟，早年即参加中国共产党）。

## 中共组织与活动
1932年初黄显声率部被迫入关后，所部骑兵总队改编为东北军骑兵第二师，河北省委派遣孙志远等17名党员到该部工作，1933年4月成立中共骑二师工委。
1935年12月中共中央瓦窑堡会议后，1936年1月毛泽东、周恩来等20位中共和红军负责人联名发表《红军为愿意同东北军联合抗日致东北军全体将士书》。成立以周恩来为书记、朱理治为秘书长，叶剑英、李克农为主要成员的中共中央东北军工作委员会，於委員會中成立训练班培训做东北军工作的干部。苏区参加对东北军工作的有欧阳钦、曹力如、肖劲光、朱瑞、白坚、聂洪钧、潘振武、萧向荣、周桓、刘培植等。上海地下党、北方局、东工委派遣了刘澜波、刘鼎、宋黎、苗渤然、高崇民、孙达生、郭维城等。1936年3月，从陕北瓦窑堡的党中央驻地回到上海的董健吾见宋庆龄，说张学良需要一位中共人士作顾问，宋庆龄推荐了1935年秋天从九江俘虏营越狱逃回上海藏在路易·艾黎家中的刘鼎。刘鼎到西安任中共驻东北军代表，对张学良开展统战工作。1936年4月9日，周恩来与张学良在肤施举行了历史性会谈。4月10日，中央根据周恩来的提议，正式任命刘鼎为驻东北军的中共代表，负责中央与张学良的日常联络沟通事务。
1936年4月底5月初，刘澜波到天津向北方局汇报后，北方局指示成立中共东北军工作委员会（简称“东工委”），由北方局柯庆施直接领导，北方局指定东工委书记刘澜波，组织部长苗渤然，宣传部长宋黎，工作方针是团结改造东北军，增强抗日力量，争取东北局早日转变到抗日战线上来。1936年7、8月，中央决定东工委直接由党中央领导，周恩来负责。1936年8月底，中共中央特派员朱理治到西安向东工委传达了《中央关于东北军工作的指导原则》。
1936年7月，东北军成立“抗日同志会”，张学良自任主席，书记应德田，行动部长孙铭久，理论部长苗剑秋，组织部长刘澜波，宣传部长苗勃然。
1936年1月，骑兵军第三师第七团团长陈大章（原为张学良副官）为改造部队做抗日准备，经张学良批准于到北平招收了100名一二九运动的积极分子，大部分都是大专或中学学生，其中有共产党员、共青团员和民先队员，在西峰镇成立骑兵第七团抗日学生队，由他亲任队长，还为学生购买进步书刊，向学生进行抗日救国教育。学生中建立了党支部。李觉（1955年开国少将、二机部副部长）、朱明（文化部对外文化联络司司长）、高尚林等都是这个队的成员。后来，这些进步学生中的很多人都去了延安。2月中旬，李克農代表中共再次赴洛川，與王以哲會談；經10數天真誠友好的談判，於2月28日雙方取得諒解，與東北軍六十七軍訂立局部口頭協定:139。4月，团长万毅也在卫曲镇开办军士连，招收了20余名进步学生。4月6日，彭德懷同毛澤東致電王以哲轉張學良：中共全權代表周恩來偕李克農等約於4月7日由瓦窑堡啟程，7月8日到達膚施城東北之川口，派人接入城內，此行安全請張妥為布置:142。1936年7月初，张学良与地下党负责人宋黎谈办军校问题，张学良担心南京当局不会同意，举定办东北军学兵队，放在卫队二营。由宋黎、参秘室主任应德田、卫队二营营长孙铭九具体筹办。“目的是把他们培养成新的血液，输送到各部队中去，以便改造部队，为抗日做准备。”1936年8月，宋黎通过北方局安排北平地下党组织为学兵队招收学员，招来的大部分是参加过一二九运动的大中学生，不少是民先队员，一部分是社会进步青年，少部分是身份暴露不宜继续在华北的地下党员。共计110余人，在西直门车站乘坐3节闷罐军列赴西安，途中成立临时党工委，书记郭峰。1936年9月18日，东北军学兵队在西安正式成立。第二批120人于10月下旬到达西安，由赵天野带队。第三批200多人。第一、第二、第三批学兵分别编为学兵一连、四连、三连。驻西安东城门楼子。9月中旬，東北軍何柱國部乘西方野戰軍主力西進，以六師、一〇五師一旅、三十五師3個團共約8個團（內騎兵3個團）開進7營以北與紅軍對峙:157。12月14日，彭德懷收到毛澤東關於西安事變後軍事布置的指示：一、南京已發動大規模內戰，全力對付張、楊，主力由潼關開進；二、張、楊內部有許多不穩成份，南京政府拉楊打張，紅軍與之靠攏，壯其膽而振其氣；三、靠近張、楊，可應付各種事變，遠離則不能；四、西峰鎮靠近王以哲，仍可打胡；五、在現地不動，無仗可打，對張、楊危急又不能救；根據上述情況，我野戰軍第一步應開至西峰鎮:166-167。

## 兵种

### 东北空军
1921年1月，张作霖下令设置东三省航空处，并派其参谋长乔赓云为处长，委派副官、军需官、军医官、工厂管理员、技工等干部掌握航空处各项事务，在沈阳东塔农业实验场旷地修建飞机场，以章斌、庄以临等为飞行骨干，组建航空队。这样东北航空军成形。飞机主要以购买，列强赠送，战场上缴获等方式获得。张学良又创办了沈阳航空学校，作为训练航空人员的机构，并从陆军军官中选拔人员赴法留学。
1923年9月，张作霖任命张学良为东三省航空处总办，用以加快东北航空军的建设步伐。1925年，东北航空处已经拥有六十多名飞行员，五十多架飞机，于是正式建立飞龙、飞虎、飞鹏、飞鹰、飞豹等５个航空兵队。飞豹队成立不久，即归张宗昌指挥。1925年秋，成立东北空军司令部，由张学良兼司令。这是一支拥有现代技术装备和具有坚强战斗力量的空军劲旅，在张作霖入关作战中充分发挥作用。如1927年对直系靳云鄂部的战斗中，奉军空军出动30多架战机，直军在奉军陆空攻击下溃不成军。据估计，在东北空军全盛时期，飞机约有250架至300架。
东北易帜前，东北空军估计还有200架左右。1929年因中东路事件东北空军损失惨重，因此张学良刚从法国进口大量新式飞机。滿洲事變，1931年9月19日清晨，日军攻入沈阳东塔机场。丧失飞机100余架，40余架成套从捷克购来的尚未启封安装的机件及附设工厂的全套设备等全部落于敌手，东北空军至此终结。

### 东北海军
东北海军，在中华民国北洋政府时期，由东北奉系军队张作霖、张学良的奉系集团建立并控制的海军部队。由东北海军总司令由先后由张作霖、张学良父子兼任，沈鸿烈任副总司令（海军上将衔）兼代总司令职。总司令部设在沈阳，设有参谋处、副官处、秘书处、军衡处、军需处、军械处、军法处等机构。
1911年，北京政府派遣江亨、利捷、利绥、利川等舰远赴东三省的黑龙江，以防范俄国革命後中俄边境的动乱。这是东北第一只正规海军舰队。
1920年，庙街事件，江亨舰长陈世英借炮给蘇俄红军，炮轰日本领事馆。日本扣留江亨舰，後经长期交涉，日本方才归逻。4月，吉黑江防筹备处购买三艘江轮，改装为军舰，成立吉黑江防舰队。之後因经费不足，奉军张作霖提供他们经费，江防舰队慢慢成为奉军的一部份。
1922年8月,在北京政府、吉黑江防舰队、奉系军阀三方因素的作用下，张作霖收编原属北京政府的吉黑江防舰队，创建东北江防舰队，迈出了建立东北海军的第一步。而后奉系军阀不断地对海军加大投入和建设，不仅购买军舰扩充实力，而且创办自己的海军学校，建立了东北海防舰队。
1928年后东北海军吞并直系的渤海舰队，达到全盛时期。拥有巡洋舰“海圻”号、“海琛”号、“肇和”号，驱逐舰“同安”号，炮舰“永翔”号、“楚豫”号等大小舰只21艘，约有3．22万吨，舰队官兵约3300人。当时全国海军舰只有4．2万吨，官兵约有5400人。东北海军在全国海军中是占有绝对优势的。
1928年底东北易帜后，东北海军成为南京国民政府统辖的仅次于中央海军的一支海上武装。